# Max Dessoir

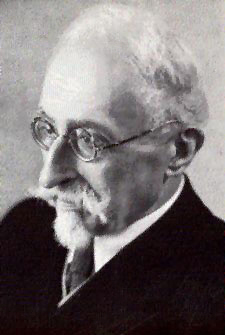
Max Dessoir

Max Dessoir (Berlino, 8 febbraio 1867 – Königstein im Taunus, 19 luglio 1947) è stato un filosofo tedesco.

## Biografia
Fu un importante teorico dell'estetica, di posizioni neokantiane. Si laureò in filosofia all'Università di Berlino nel 1889 e in medicina a Würzburg nel 1892. La sua opera più importante è Ästhetik und allgemeine Kunstwissenschaft (1906), secondo cui attraverso l'estetica, intesa come riflessione filosofica sul gusto (Ästhetik), va tentata la comprensione dell'arte, sulla base dei cinque concetti caratterizzanti di bello, sublime, tragico, brutto e comico. Ciò in distinzione dalla Kunstwissenschaft, che si pone invece come scienza generale dell'arte.
Fu professore a Berlino dal 1897 al 1933. Durante il regime nazista, sotto preciso ordine del Ministero della Propaganda di Goebbels, a Dessoir fu proibito l'insegnamento e qualsiasi ulteriore pubblicazione, conferenza o divulgazione. Si interessò anche di parapsicologia ( termine da lui stesso coniato, in un articolo pubblicato nel 1889 sulla rivista Sphynx), ed esoterismo.

## Opere
- Abriss einer Geschichte der Psychologie. Winter, Heidelberg 1911.
- Ästhetik und allgemeine Kunstwissenschaft, in den Grundzügen. Ferdinand Enke, Stuttgart 1923 [ed. it.: Estetica e Scienza dell'Arte, a cura di Lucio Perucchi e Gabriele Scaramuzza -Milano, 1986].
- Beiträge zur allgemeinen Kunstwissenschaft. Ferdinand Enke, Stuttgart 1929.
- Buch der Erinnerung. Ferdinand Enke, Stuttgart 1947.
- Das Ich, der Traum, der Tod. Ferdinand Enke, Stuttgart 1951.
- Die Geschichte der Philosophie. Fourier, Wiesbaden 1981, ISBN 3-921695-51-1.
- Die Rede als Kunst. Erasmus-Verlag, München 1948.
- Einleitung in die Philosophie. Ferdinand Enke, Stuttgart 1946.
- Geschichte der neueren deutschen Psychologie. Duricker, Berlin 1902.
- Kriegspsychologische Betrachtungen. Hirzel, Leipzig 1916.
- Psychologische Briefe. Wedding-Verlag, Berlin 1948.
- Vom Diesseits der Seele, Psychologische Briefe. Dürr & Weber, Leipzig 1923.
- Vom Jenseits der Seele, die Geheimwissenschaft in kritischer Betrachtung. Löwit, Wiesbaden 1979.